# Salti (freestyle)

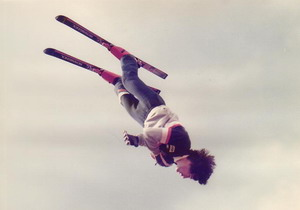
L'esecuzione di un salto freestyle

I salti, noti anche con il termine inglese aerials, sono una specialità della disciplina sciistica del freestyle nella quale gli sciatori sciano su trampolini innevati che consentono loro di staccarsi da terra; una volta in aria gli atleti eseguono diverse figure e salti mortali prima di atterrare su una collina con il 37% di pendenza. La migliore manovra consiste nel realizzare un triplo salto mortale con fino a 4 o 5 avvitamenti. Ci sono stati casi di quadruplo salto, ma attualmente non sono ammessi in gara. È disciplina olimpica da Lillehammer 1994.

## Punteggio
La specialità è giudicata per il 20% sulla base del decollo, 50% per la forma del salto e 30% dell'atterraggio. Il coefficiente di difficoltà è quindi moltiplicato per ottenere il punteggio totale.

## Allenamento estivo
Durante l'estate gli specialisti dei salti si allenano su rampe costruite appositamente e realizzano i loro salti in una grande piscina. La rampa consiste in una struttura di legno coperta con una speciale sostanza plastica che, una volta lubrificata, permette all'atleta di ottenere l'effetto della rampa di neve. Un getto d'acqua è mandato dal fondo della piscina giusto un attimo prima dell'atterraggio dell'atleta per rompere la superficie acquea e ammorbidire così l'impatto. Per questo tipo di allenamento gli sci sono rinforzati con mezzo centimetro di fibra di vetro.